# روبين عمر رومانو
روبين عمر رومانو (بالإسبانية: Rubén Omar Romano) (18 مايو 1958 ببوينس آيرس في الأرجنتين - ) هو مدرب كرة قدم ولاعب كرة قدم أرجنتيني في مركز الوسط. لعب مع أتلانتي إف سي وكروز آزول وكلوب ليون ونادي أمريكا ونادي بويبلا ونادي سان لورينزو ونادي نيكاكسا وهوراكان وتيبورونيس روخوس دي فيراكروز ولوس أنجلوس أزتكس ونادي كيريتارو.

## وصلات خارجية
- روبين عمر رومانو على موقع قاعدة بيانات كرة القدم.إي يو (الإنجليزية)